# 東北リコー
東北リコー株式会社（とうほくりこー、英文社名TOHOKU RICOH CO., LTD.）は、かつて存在したリコーの子会社。本社は宮城県柴田郡に置いていた。

## 概要
デジタル印刷機などの製造を行っていた。2013年4月1日に設計機能をリコーテクノロジーズ株式会社に会社分割した上で、残る生産機能はリコーインダストリー株式会社に吸収合併され、解散した。

## 主力製品・事業
- 孔版印刷機
- 複写機

## 主要事業所
- 本社 - 宮城県柴田郡柴田町中名生神明堂3-1

## 沿革
- 1967年（昭和42年）7月10日 - リコーの生産工場として設立。
- 2003年（平成15年）4月1日 - リコーの完全子会社となる。
- 2007年（平成19年）12月28日 - バーコードプリンタの製造・販売事業を東芝テックへ売却。
- 2013年（平成25年）4月1日 - 設計機能をリコーテクノロジーズ株式会社に会社分割により承継、リコーインダストリー株式会社に吸収合併され解散。

## 主要関係会社

### 国内グループ企業
- 東北ビジネスサービス

### 海外グループ企業
- GRAM
- 東北理光（福州）印刷設備有限公司
- 東北理光香港有限公司

### 関連会社
- 迫リコー
- リコー